# 朱弘檟
安丘王朱弘檟（？—17世纪），明朝安丘王朱以浩的嫡长子。万历四十四年（1616年）封长子，同年袭封。史书没有记载他的谥号、卒年、爵位是否传承。